# Асадова, Малейка Алифага кызы
Асадова Малейка Алифага кызы (род. 23 апреля 1966, Нефтечала) — Азербайджанская певица и актриса, Народная артистка Азербайджанской Республики (2000).

## Жизнь и деятельность
Малейка Алифага кызы Асадова родилась 23 апреля 1966 года в Нефтечалинском районе.
В 1983 году поступила в Азербайджанский государственный художественный институт имени Мирзаги Алиева. Малейка Асадова присоединилась к труппе Азербайджанского театра юного зрителя в 1989 году. Работая в этом коллективе актриса сыграла в пяти спектаклях театра.

### Роли сыгранные в театре юного зрителя
- Гюльтекин («Айдын», Джафар Джаббарлы),
- Назифа («Мы строим гору», Вагиф Самедоглу),
- Тамара («Операция Дадашбала», Рахман Ализаде),
- Садаф (мост Султангулу, Иси Маликзаде),
- Лейли («Лейли и Меджнун», драматическая композиция по мотивам одноименной поэмы Мухаммада Физули).

В 1993 году она присоединилась к труппе Академического национального драматического театра.

### Её актерская биография включает следующие роли в Академическом театре
- Диляра («Эджеб ишя дюшдюк», Шихали Гурбанов),
- Зарифа («Нишанлы гыз», Сабит Рахман),
- Нубар («Мяхяббят яшадыр», Нахид Гаджизаде),
- Шахане («Месть матери», Видади Бабанлы),
- Корделия («Король Лир», Уильям Шекспир),
- Ширин («Фархад и Ширин», Самед Вургун),
- Селкан («Озюмюзю кясян гылынч», Бахтияр Вагабзаде),
- Сумасшедший («Дар агачы», Бахтияр Вагабзаде),
- Арзу («Второй голос», Бахтияр Вагабзаде),
- Гюльтекин («Айдын», Джафар Джаббарлы),
- Зулейха и Клеопатра («Египетские ночи», Мохаммад Саид Ордубади, Назым Хикмат, Уильям Шекспир),
- Нурджахан («Моя вина», Ильяс Эфендиев),
- Женщина («Обитатели ада», Эльчин).

### Созданные персонажи в телеспектаклях Азербайджанского государственного телевидения
- Жаля («Йад гызы», Орхан Кемаль),
- Афсана («Потерянная невеста» Алибала Гаджизаде),
- Джавидан («Додагдан гялбя», Рашад Нури Гюнтекин),
- Сара («Апарды селляр Сараны», Камала Агаева),
- Хуршидбану Натаван («Гюллялянмиш хейкялляр», Гусейнбала Мирламов)

## Награды
- Заслуженный артист Азербайджанской Республики — 1998 г.
- Народный артист Азербайджанской Республики — 2000 г.
- Премия Джафара Джаббарлы — 2014 г.
- Президентская премия — 30 апреля 2014 г.,[2] 6 мая 2015 г.,[3] 6 мая 2016 г.,[4] 1 мая 2017 г.,[5] 9 мая 2018 г.[6] и 10 мая 2019 г.[7]
- Почетный Диплом Президента Азербайджанской Республики — 29 октября 2019 г.[8]

## Фильмография
1. Мужчина для молодой женщины (фильм, 1988)
2. # Незнакомая девушка (фильм, 1990)
3. # Потерянная невеста (фильм, 1994)
4. # Апарды селляр Сараны (фильм, 1996)
5. # Судьба (фильм, 1996—1997)
6. # Красный снег (фильм, 1998)
7. # Гюллялянмиш хейкялляр (фильм, 2002)